# Andrew and Jeremy Get Married
Andrew and Jeremy Get Married (Andrew y Jeremy se casan) es un documental británico escrito y dirigido por Don Boyd para la BBC. Cuenta la historia de dos ingleses, Andrew Thomas y Jeremy Trafford, mientras planean su ceremonia de compromiso. Originalmente encargada para el serial BBC Storyville, el filme se estrenó en el Festival de Cine de Toronto del 2004.

## Personas presentadas
- Andrew Thomas
- Jeremy Trafford
- Hanif Kureishi

## Nominaciones
En 2004, Don Boyd fue nominada al Premio Joris Ivens al mejor documental en el Festival Internacional de Cine Documental de Ámsterdam. En 2005 el filme fue nominado al British Independent Film Award al mejor documental británico.